# Strigogyps
Strigogyps ist eine ausgestorbene Vogelgattung aus dem Paläogen. Fossilien wurden in der Grube Messel in Hessen, im Geiseltal in Sachsen-Anhalt, in den Phosphoritschichten von Quercy im südwestlichen Frankreich und im Eckfelder Maar in der südwestlichen Eifel gefunden.

## Merkmale
Strigogyps war mittelgroß und ähnelte den kleineren Vertretern der Phorusrhaciden, einer Gruppe großer, räuberisch lebender Vögel aus Südamerika. Der nur ungenügend bekannte Kopf war wahrscheinlich zierlicher als der der Phorusrhaciden, die Flügel reduziert und relativ klein aber nicht so stark verkümmert wie bei den Phorusrhaciden. Strigogyps war wahrscheinlich ebenfalls flugunfähig bzw. verfügte nur über eine sehr begrenzte Flugfähigkeit. Die Elle war dick, kürzer als der Oberarmknochen und sehr ähnlich der Elle der Seriemas. Das zum Körper hin gelegene Ende des Oberarmknochen war sehr schmal. Der Ellbogen stand stark vor, das Handskelett war ziemlich lang. Die Beine waren kräftig und mit starken, raubvogelartigen Krallen versehen. Der Condylus lateralis, eine Gelenkwalze am distalen Ende des Unterschenkelknochens, hatte seitlich einen kreisförmigen oder nahezu kreisförmigen Umriss (ähnlich wie beim Kagu). Der Fuß war kürzer als der Oberschenkelknochen (etwa 85 %) und viel kürzer als der Unterschenkelknochen (etwa 55 %). Der Hypotarsus, der knöcherne Wulst an der Hinterseite des Vogelfußes, wurde durch zwei parallele Kämme gebildet (ähnlich wie beim Kagu).
Beim Holotyp von Strigogyps sapea (Messel) ist der Magen fossil erhalten und enthält Pflanzenreste.

## Systematik
Strigogyps wird in die Ameghinornithidae eingeordnet, eine Vogelfamilie die ursprünglich als Unterfamilie in die Phorusrhacidae gestellt wurde. Die Ameghinornithidae werden den „cariamiden“ Vögeln zugeordnet, einer Vogelgruppe die nach den rezenten Seriemas (Cariamidae) benannt wurde und bis vor kurzem meist als Unterordnung in die Ordnung der Kranichvögel (Gruiformes) gestellt wurde, inzwischen aber in den Rang einer Ordnung erhoben wurde (Cariamiformes).
Zwei weitere Gattungen der Ameghinornithidae, Aenigmavis und Ameghinornis, wurden durch Gerald Mayr mit Strigogyps synonymisiert.

## Arten
- Strigogyps („Ameghinornis“) dubius (Quercy)
- Strigogyps robustus (Geiseltal)
- Strigogyps („Aenigmavis“) sapea (Messel)
- Strigogyps sp. (unbeschriebene Art) (Eckfelder Maar)